# François Lemaire
François Lemaire est un peintre de portraits français, né en 1620, et mort à Paris le 16 février 1688.

## Biographie
François Lemaire est porté sur les états de la Maison du roi en 1657, avec Jean Lemaire, parmi les peintres non valets de chambre. Il a été reçu peintre de portraits à l'Académie royale de peinture et de sculpture, le 5 août 1657, avec le portrait de Jacques Sarrazin.
Il a été le premier professeur de Jean-Baptiste Santerre.
Il s'est marié avec Madeleine Alamanni, morte le 22 avril 1664.